# Матриксизм

赤», кандзі цифра для червоного, символу матриксизму.

Матриксизм або Шлях Єдиного — ймовірна релігія, натхненна серією фільмів Лани та Ліллі Вачовскі «Матриця». Задуманий анонімною групою влітку 2004 року, представники якої стверджували, що залучили 300 членів до травня 2005 року, а релігійний веб-сайт GeoCities стверджував, що «більше тисячі шістсот членів». Були певні дебати щодо того, чи справді послідовники матриксизму серйозно ставляться до своєї практики; однак релігія (справжня чи ні) отримала певну увагу в ЗМІ.

## Історія
Матриксизм, який також називають «шляхом Єдиного», був вперше представлений у 2004 році. Веб-сайт на Yahoo GeoCities, створений анонімним джерелом, забезпечив основу для цієї релігії. Matrixism натхненний трилогією «Матриця» та пов'язаними з нею історіями (включаючи «Аніматрицю»). Однак ці історії не є єдиною основою. Ідеали матриксизму можна простежити на початку XX століття до Проголошення загального миру, запису розмов Абдул-Баха під час його подорожей на Захід у США. Це також не вперше, коли його книга надихнула релігійну спільноту на створення.

## Принципи
Матриксизм несе в собі чотири основні переконання, які описуються як «Чотири принципи матриксизму». Коротко це були: віра в месіанське пророцтво, використання психоделічних наркотиків як таїнства, сприйняття реальності як багатошарової та напівсуб'єктивної та дотримання принципів принаймні однієї з основних релігій світу. Веб-сайт Matrixism виділяє 19 квітня як свято, також відоме як День велосипеда, яке відзначає річницю експерименту Альберта Гофмана з ЛСД у 1943 році.

## Символіка
Прийнятим символом для матриксизму був японський символ кандзі, що означає «червоний». Цей символ використовувався у відеогрі Enter the Matrix . Колір є посиланням на червону пігулку, яка символізувала прийняття та здатність бачити правду, як було встановлено на початку першого фільму «Матриця».